# Leonhard Badehorn

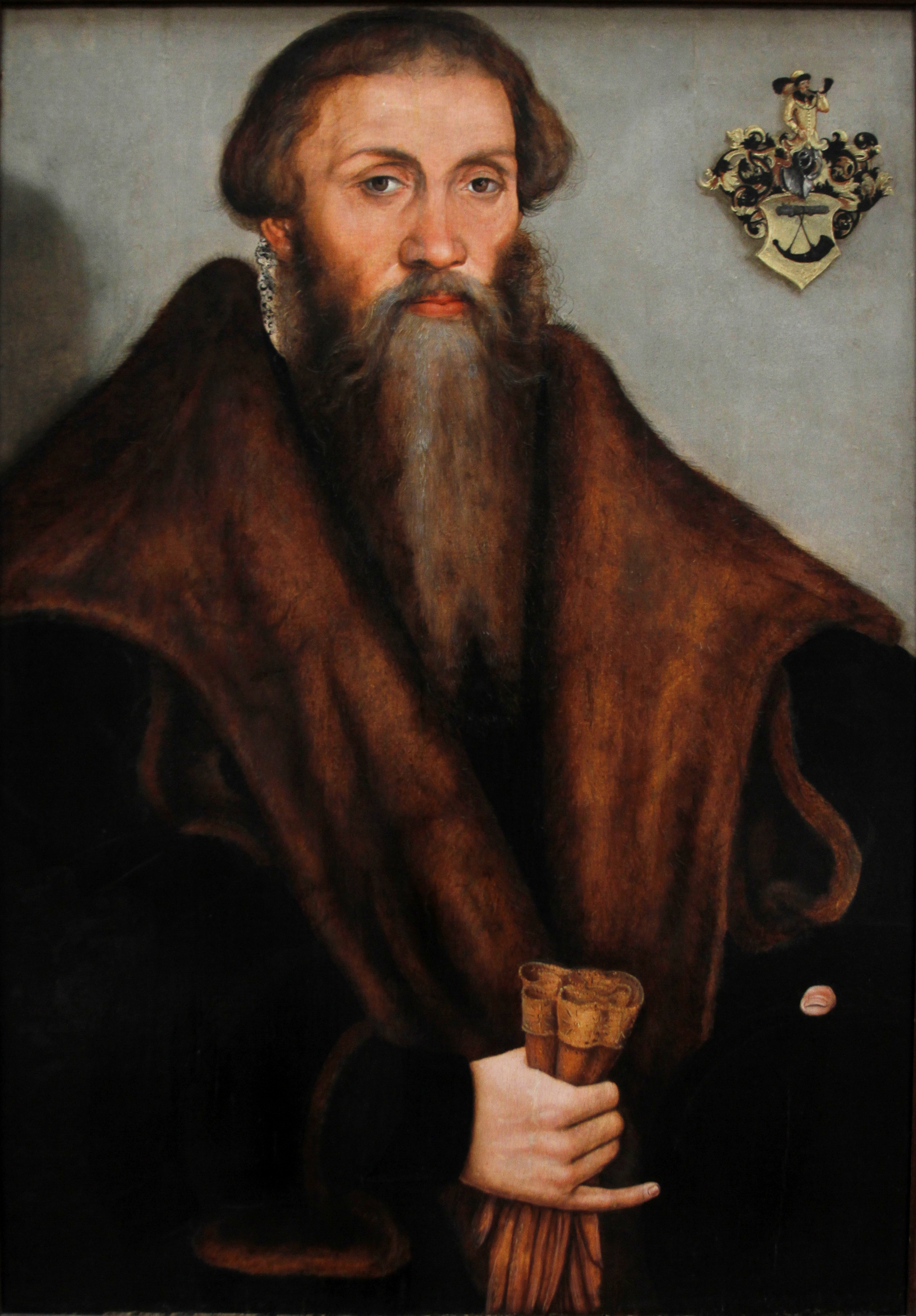
Lucas Cranach d. J. Der Jurist Leonhard Badehorn (1510–1587) Gemäldegalerie, Berlin

Leonhard Badehorn (* 6. November 1510 in Meißen; † 1. Juli 1587 in Leipzig) war ein deutscher Jurist und Bürgermeister der Stadt Leipzig.

## Leben
Badehorn entstammte einem alten böhmischen Adelsgeschlecht. Er war der Sohn des Meißner Ratsherrn Sigismund Badehorn († 12. November 1553 in Meißen) und dessen Frau Sophia NN. († 1. März 1558 in Meißen) Er immatrikulierte sich im Sommersemester 1525 an der Universität Leipzig, im Wintersemester 1527 erwarb er sich das Bakkalaureat und im Wintersemester 1531 den akademischen Grad eines Magisters der Philosophie. Nach zwei Jahren als Rektor der Lateinschule in Annaberg kehrte er an die Universität Leipzig zurück, wo er im Wintersemester 1533 als Assessor an der philosophischen Fakultät aufgenommen wurde. Offenbar hatte er eine Professur an der philosophischen Fakultät erhalten, so war er 1536 Dekan der philosophischen Fakultät und wurde im Wintersemester 1537/38 Rektor der Alma Mater, sowie 1538 als Mitglied in das Kleine Fürstenkollegium aufgenommen.
Zwischen 1539 und 1544 weilte Badehorn in Italien, wo er Jura studierte und am 29. Oktober 1544 in Padua zum Doktor beider Rechte promovierte. Wieder in Leipzig wirkte er an der Juristenfakultät erst als Dozent, wurde Kollegiat am großen Fürstenkollegium und war 1552 Senior der Juristenfakultät. Im Wintersemester 1545/46 war Badehorn zum zweiten Male Rektor. Als Beisitzer des Leipziger Schöffenstuhls und des sächsischen Oberhofgerichts hatte Badehorn einen großen Einfluss auf das Rechtswesen im Kurfürstentum Sachsen. Als Gesandter des Herzogs Moritz von Sachsen vertrat Badehorn auf dem Konzil von Trient 1552 die Seite der Reformation. Im Jahr 1556 wurde Badehorn Ratsherr der Stadt Leipzig. In den Amtsjahren 1562/63, 1565/66, 1568/69 und 1571 war er Regierender Bürgermeister.

## Familie

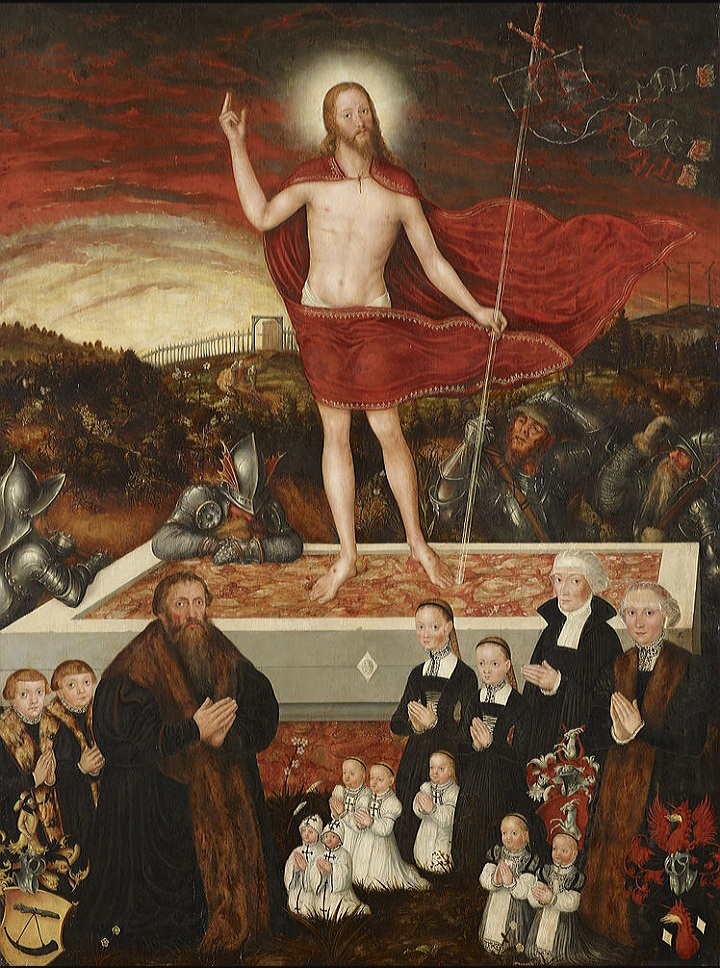
Lucas Cranach der Jüngere 1559: Epitaph für Leonhard Badehorn und seine Familie

Badehorn war zwei Mal verheiratet. Seine erste Ehe schloss er am 5. September 1547 mit Anna Roth († 19. April 1557 in Leipzig), die Tochter des kurfürstlichen Leibarztes und Professors der Medizin Sebastian Roth genannt Stromer (sonst (Roth von) Auerbach genannt) (* um 1491/92 in Auerbach; † 20. April 1555 in Leipzig), des Neffen von Heinrich Stromer von Auerbach. Seine zweite Ehe schloss er am 26. Oktober 1557 mit Veronika von Drembach († 16. März 1615 in Leipzig), der sechzehnjährigen Tochter des Professors der Medizin und Philosophen Dr. med. Martin von Drembach (* 9. November 1500 in Leipzig; † 17. Dezember 1571 in Leipzig) und dessen Frau Margaretha Widemann (* 4. Oktober 1520, † 11. November 1575 in Meißen), einer Tochter des Dr. Wolfgang Widemann († 18. Mai 1567 In Leipzig). Von den Kindern (Johann und Siegmund und ihre 1594 noch lebenden Schwestern Anna und Barbara erhielten 1594 den Adelsstand nebst Wappenbesserung) kennt man:
- Anna Badehorn (* 14. August 1548 in Leipzig; † begr. 15. Mai 1615 in Leipzig) ⚭ 1578 mit dem Bürgermeister Peter Buchner (* 22. Februar 1528; † 5. Oktober 1582)[10]
- Siegmund Badehorn
- Johann Badehorn (* 7. Februar 1554 in Leipzig; † 2. Mai 1610 in  Dresden) wurde kursächsischer Hofrat, 22. März 1582 in Leipzig  Dr. jur., 1594 geadelt, 1595 Geheimer Rat, Kanonikus und Domherr im hohen Stift Meißen und Merseburg, 1608 Probst im Niederstift St. Sixtus zu Merseburg, ⚭ I. 1583 mit Elisabeth Pfeiffer († 1595), Tochter des Rats und Kanzlers in Dresden David Pfeiffer,[11] ⚭ II. 1600 Gertraud Nicolai, Tochter des Matthäus Nicolai[12]
- Veronika Badehorn (* 17. September 1559 in Leipzig; † 8. August 1620 in Leipzig) ⚭ 1577 mit dem Leipziger Bürgermeister Leonard Oelhafen (* 7. Januar 1555 in Nürnberg; † 6. Juli 1609 in Leipzig)[13]
- Felicitas Badehorn (* 1562 in Leipzig; † 21. Januar 1606 ebd.) ⚭ 1580 mit Dr. jur. Johann Roßbach (* um 1552 in Meißen; † 17. Januar 1605)[14]
- Maria Badehorn (* 1563; † 22. Juli 1597 in Leipzig) ⚭ 1585 Georg Schelhammer Jur. Kandidat Leipzig[15]
- Rebecka Badehorn (* 12. Juli 1567 in Leipzig; † 7. Mai 1630 ebd.) ⚭ I Georg Wittig, Meißen; ⚭ II Hieronymus Jordan (* um 1557; † 8. August 1627), Bürger und Handelsmann[16]
- Barbara Badehorn ⚭ mit dem Ratsherrn und Baumeister in Leipzig Paul Tanner[17]